# Habranthus gracilifolius
Habranthus gracilifolius är en amaryllisväxtart som beskrevs av Herb.. Habranthus gracilifolius ingår i släktet Habranthus och familjen amaryllisväxter. Inga underarter finns listade i Catalogue of Life.